# Sírtica
Sírtica (grec antic: Συρτική; llatí: Syrtica Regio) va ser una regió de la costa nord d'Àfrica situada entre els golfs de Sirtis Major i Sirtis Menor (Syrtis Major i Syrtis Minor) d'uns 150 km de llarg. Al segle iii, la regió va començar a ser anomenada Tripolitània (de tri polis, tres ciutats), segons diu la Notitia Dignitatum. Sembla que va ser Septimi Sever, natural de Leptis Magna, qui va fundar la província Tripolitana que estava governada per un dux.
Abans de la dominació romana la regió pertanyia a Cirene, que va passar després a Cartago i quan aquest territori va ser conquerit per Roma, va formar de la província d'Àfrica. El seu territori era sorrenc i sense massa vegetació, difícilment cultivable, a excepció dels terrenys propers a Leptis magna, banyats per un riu i fèrtils, diuen Heròdot, Estrabó i Escílax de Carianda.
Claudi Ptolemeu esmenta algunes muntanyes: el mont Giglius o Gigius (Γίγιον ὄρος), mont Thizibi (Θίζιβι ὄρος, ib.), el mont Zucabbari o Xuzabarri (Ζουχάββαρι o Χουζάβαρρι) i el mont Vasaluetum o Vasaleton (Οὐασάλαιτον o Οὐασάλετον ὄρος). Els promontoris principals eren Cephaalae (Κεφαλαὶ ἄκρον), Trieron (Τριήρων o Τρίηρον ἄκρον) i Zeitha (Ζεῖθα). Els rius principals eren el Cinyps o Cinyphus (a l'est) i el Triton (que formava el límit occidental), i donava lloc a tres llacunes. A més hi havia extensos llacs salats i maresmes tot al llarg de la costa, segons Estrabó. El país produïa unes pedres precioses anomenades Syrtides gemmae, segons Plini el Vell.
Les tribus del país eren els nasamones, psytti, macae, lotophagi i gindanes. Claudi Ptolemeu no parla d'aquestes tribus, i n'esmenta d'altres de les que no en parla ningú més: nigitimi, samamycii, nycpii, nygbeni, elaeones, damnesii i alguna mes.
Les principals ciutats van ser Leptis Magna, Oea i Sabrata. Ptolemeu parla també de Tacape. Enfront de la costa hi havia les illes de Meninx i de Cercina.